# Ring of Fire (bài hát)
Ring of fire là bài hát đồng quê được viết bởi Johnny Cash sau đó được June Carter (vợ Johnny Cash) và Merle Kilgore viết thêm. Đĩa đơn được phát hành năm 1963, album Ring of Fire: The Best of Johnny Cash.
Bài hát được thu âm ngày 25 tháng 3 năm 1963 và trời thành bài hit lớn nhất trong sự nghiệp Johnny Cash, trụ hạng nhất trong bảng xếp hạng trong 7 tuần.

## Phiên bản cover moi
| Year | Artist                            | Album                                             | Notes                                                        |  |
| ---- | --------------------------------- | ------------------------------------------------- | ------------------------------------------------------------ |  |
| 1964 | Roy Drusky                        | Pick of the Country                               |                                                              |  |
| 1964 | Kitty Wells                       | Especially for You                                |                                                              |  |
| 1965 | The Carter Family                 | Best of the Carter Family                         | Columbia CL - 2319                                           |  |
| 1966 | Dave Dudley                       | Free and Easy                                     |                                                              |  |
| 1967 | Tom Jones                         | Green, Green Grass of Home                        |                                                              |  |
| 1968 | Eric Burdon                       | Love Is                                           |                                                              |  |
| 1969 | Lynn Anderson                     | Big Girls Don't Cry                               |                                                              |  |
| 1969 | Tommy Cash                        | Your Lovin' Takes the Leavin' Out of Me           |                                                              |  |
| 1969 | Country Joe McDonald              | Tonight I'm Singing Just for You                  |                                                              |  |
| 1970 | The Willis Brothers               | Best of the Willis Brothers                       |                                                              |  |
| 1970 | Hank Williams, Jr.                | Great Hits of Johnny Cash                         |                                                              |  |
| 1970 | Ray Charles                       | Complete Country & Western Recordings (1959–1986) |                                                              |  |
| 197? | King Tubby (Jamaican Dub Pioneer) | Crucial Dub (1986)                                | Release of 1970s instrumental dub version Dub Experience.    |  |
| 1971 | The Buckaroos                     | Play the Hits                                     |                                                              |  |
| 1972 | Earl Scruggs w/Linda Ronstadt     | I Saw the Light with Some Help from My Friends    |                                                              |  |
| 1974 | The Eric Burdon Band              | Sun Secrets                                       |                                                              |  |
| 1977 | Olivia Newton-John                | Making a Good Thing Better                        |                                                              |  |
| 1980 | Blondie                           | Roadie                                            |                                                              |  |
| 1980 | Carlene Carter                    | Musical Shapes                                    |                                                              |  |
| 1980 | Wall of Voodoo                    | Wall of Voodoo EP                                 |                                                              |  |
| 1985 | Sleepy LaBeef                     | Nothin' but the Truth                             |                                                              |  |
| 1986 | Dwight Yoakam                     | Guitars, Cadillacs, Etc., Etc.                    |                                                              |  |
| 1990 | The Bobs                          | Sing the Songs of...                              |                                                              |  |
| 1990 | Social Distortion                 | Social Distortion                                 |                                                              |  |
| 1991 | Frank Zappa                       | The Best Band You Never Heard in Your Life        |                                                              |  |
| 1992 | The McPeak Brothers               | Classic Bluegrass                                 |                                                              |  |
| 1992 | Paul Lloyd Warner                 | Mountains                                         |                                                              |  |
| 1993 | Doyle-Whiting Band                | Buried Bones                                      |                                                              |  |
| 1994 | Mark Collie                       | Unleashed                                         |                                                              |  |
| 1994 | Ed Kuepper                        | Character Assassination                           |                                                              |  |
| 1994 | Dick Dale                         | Unknown Territory                                 |                                                              |  |
| 1994 | Dan Lund                          | Wood & Steel                                      |                                                              |  |
| 1995 | Stop                              | Never                                             |                                                              |  |
| 1995 | Brightside                        | Punchline                                         | Hidden bonustrack                                            |  |
| 1996 | Bob Dylan                         | Feeling Minnesota (soundtrack)                    |                                                              |  |
| 1996 | Bhundu Boys & Hank Wangford       | Friends on the Road                               |                                                              |  |
| 1997 | Cable                             | Freeze the Atlantic                               |                                                              |  |
| 1997 | The Levellers                     | Celebrate                                         |                                                              |  |
| 1998 | David Allan Coe                   | Johnny Cash is a Friend of Mine                   |                                                              |  |
| 1998 | Grace Jones                       | Private Life: The Compass Point Sessions          |                                                              |  |
| 1998 | Willie Evans                      | Willie Evans Trio                                 |                                                              |  |
| 1999 | June Carter Cash                  | Press On                                          |                                                              |  |
| 1999 | The Caravans                      | Saturday Nite's Alright                           |                                                              |  |
| 2000 | The Mighty Echoes                 | A Capella Doo Wop                                 |                                                              |  |
| 2000 | Slim Whitman                      | Get Rhythm: A Tribute to the Man in Black         |                                                              |  |
| 2000 | H-Blockx feat. Dr. Ring Ding      | Get in the Ring                                   | Peaked at #10 in Austria and #42 in Switzerland              |  |
| 2001 | Earl Scruggs & Billy Bob Thornton | Oxford American CD # 5 (Southern Music)           |                                                              |  |
| 2002 | Billy Burnette                    | Dressed in Black: A Tribute to Johnny Cash        |                                                              |  |
| 2002 | The String Cheese Incident        | On the Road                                       |                                                              |  |
| 2002 | David Edwards                     | Do Wah Diddy (bonus track)                        |                                                              |  |
| 2003 | James Carr                        | A Man Needs a Woman (Bonus Tracks)                |                                                              |  |
| 2003 | Universal Hall Pass & Mugato      | 2003 short film "Ring of Fire" (soundtrack)       |                                                              |  |
| 2004 | Master                            | The Spirit Of The West                            |                                                              |  |
| 2005 | Joaquin Phoenix                   | Walk the Line (soundtrack)                        |                                                              |  |
| 2006 | Leningrad Cowboys                 | Zombie's Paradise                                 |                                                              |  |
| 2007 | Elvis Costello                    | Anchored in Love: A Tribute To June Carter Cash   |                                                              |  |
| 2007 | Lucy Kaplansky                    | Over the Hills                                    |                                                              |  |
| 2007 | George Canyon                     | Classics                                          | Peaked at #26 on Canadian Country Singles                    |  |
| 2007 | Art Paul Schlosser and Robin Good | Our Tribute To Shari Elf                          |                                                              |  |
| 2007 | Gerard Schoonebeek                | Single                                            | Dutch version; translatable as "Ring around my finger"       |  |
| 2008 | Allison Moorer                    | Mockingbird                                       |                                                              |  |
| 2008 | Bowling for Soup                  | Live and Very Attractive                          | Live                                                         |  |
| 2008 | Gonzales                          | Checkmate                                         |                                                              |  |
| 2008 | Roch Voisine                      | Americana                                         |                                                              |  |
| 2009 | Enemy Logic                       | Bones As Armour                                   |                                                              |  |
| 2009 | Heideroosjes                      | Ode & Tribute                                     |                                                              |  |
| 2009 | Adam Lambert                      | American Idol                                     | Live and Studio Version. Arrangement by Universal Hall Pass. |  |
|      |                                   |                                                   |                                                              |  |